# Arctia triangulum
Arctia triangulum är en fjärilsart som beskrevs av Peschke 1934. Arctia triangulum ingår i släktet Arctia och familjen björnspinnare. Inga underarter finns listade i Catalogue of Life.